# 脱德荣
脱德荣（1923年12月12日—2013年），字华亭，山东诸城人。
脱德荣曾先后于中央训练团、国防部政干班、政工干校、革命实践研究院、战地政务研究会结业。抗日战争期间参与过民众组训工作。抗战结束后，曾任职于中国纺织建设公司青岛分公司、齐鲁企业公司等，还担任过南京《社会导报》青岛分社社长。1947年当选国民党青岛市党部代表、候补委员，次年当选第一届国民大会代表，并出任戡乱建国动员委员会委员、宪政督导委员会委员。
赴台后，在桃园中学任教，还曾出任国民大会代表联谊会常务干事，光复大陆设计研究委员会委员，国民大会主席团主席，国民党中央政策会副主任兼国民大会党部书记长等职。他还是国民党第十三届候补中央委员，第十四、十五、十六、十七、十八届中央评议委员。
其子脱宗华曾任台北市观光传播局局长。